# Respiration agonale

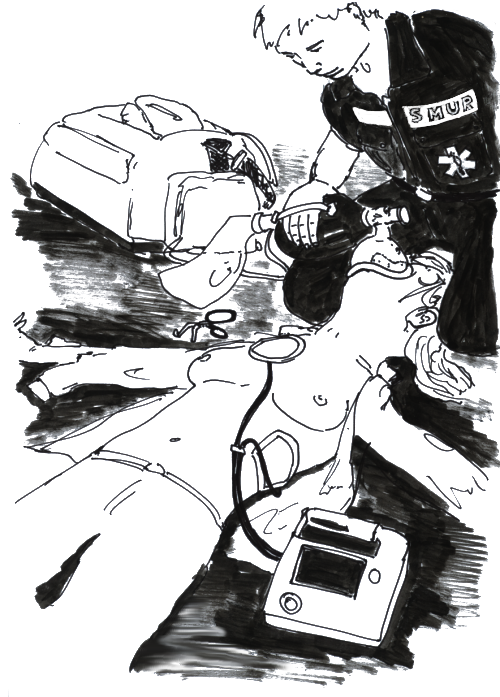
La respiration agonale survient chez les patients dans les premières minutes d'un arrêt cardiaque aigu et nécessite une réanimation cardio-pulmonaire immédiate.

La respiration agonale désigne un schéma respiratoire anormal, souvent associé à une défaillance du tronc cérébral. Elle se caractérise par une respiration haletante, laborieuse, accompagnée de vocalisations inhabituelles et de myoclonies (contractions musculaires involontaires). Ce phénomène est souvent provoqué par des facteurs tels que l'ischémie cérébrale (diminution de l'irrigation sanguine du cerveau), l'hypoxie extrême (manque d'oxygène dans les tissus) ou l'anoxie (absence totale d'oxygène). Bien que la respiration agonale puisse survenir dans diverses conditions critiques, elle est surtout le signe d'une détérioration grave des fonctions vitales. Dans les contextes de décès imminent, notamment lors de situations dites « naturelles », elle signale généralement la progression rapide vers l’apnée complète, annonçant la mort. La durée de la respiration agonale peut être extrêmement variable : elle peut se limiter à quelques respirations, mais dans certains cas, elle peut persister pendant plusieurs heures. Cette manifestation nécessite des soins médicaux immédiats, bien qu'il soit souvent trop tard pour une intervention efficace.
Le terme est parfois (de manière inexacte) utilisé pour désigner des modes de respiration laborieux, haletants ou irrégulières accompagnant une défaillance organique (par exemple une insuffisance hépatique ou une insuffisance rénale), SRIS (syndrome de réponse inflammatoire systémique), choc septique et acidose métabolique. Bien que ces respirations puissent être similaires, elles ne correspondent pas à la respiration agonale spécifique, qui est en fait un signe distinctif de défaillance cérébrale aiguë. Ce terme est parfois confondu avec des respirations comme la dyspnée de Kussmaul, les  respirations de Biot, ou d’autres formes de dyspnée et de respiration ataxique.
Dans les cas d’arrêt cardiaque, la présence de respirations agonales est fréquente et survient chez environ 40 % des patients en dehors des environnements hospitaliers. Bien que ces respirations n’aient aucune efficacité réelle en termes de ventilation et ne soient pas un signe de rétablissement fonctionnel, leur présence indique que certaines fonctions cérébrales ou réflexes peuvent encore être partiellement actives. Contrairement à un arrêt cardiaque sans respiration agonale, où le pronostic est généralement plus sombre, la présence de ces respirations peut parfois être un indicateur d’un pronostic légèrement plus favorable, bien que l'arrêt cardiaque demeure une urgence vitale nécessitant une intervention immédiate.
Dans un cadre médical, la respiration agonale pose également la question de la prise en charge adaptée en fin de vie. Si elle peut justifier une intervention d’urgence dans certains cas, elle peut aussi être considérée, dans des contextes de soins palliatifs, comme un marqueur du processus de mort en cours, où l’acharnement thérapeutique n’est pas toujours souhaitable (notamment lorsque la survie impliquerait des souffrances prolongées et une absence de récupération neurologique).